# Illustrateur botanique

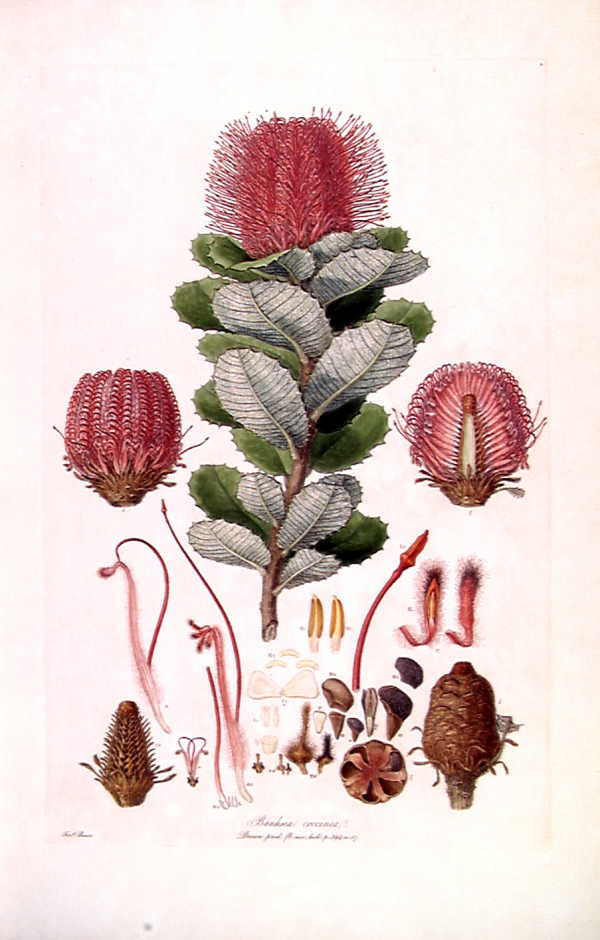
Banksia coccinea extrait de la flore de Ferdinand Bauer « Illustrationes Florae Novae Hollandiae » de 1813.

Un illustrateur botanique  est une personne qui illustre des sujets botaniques, tels que fleurs, fruits, arbres, etc., par différents procédés artistiques, peinture, aquarelle, dessins, gravure… Ce travail demande un grand savoir-faire artistique, de l'attention pour les détails, ainsi que de bonnes connaissances techniques en botanique. Il faut également différencier le dessin purement technique (exemple : anatomique, descriptif, dissection, coupe...) de l'illustration proprement dite qui confère au sujet un aspect vivant et permettant de le reconnaître dans la nature (contrairement à une planche anatomique). Les premiers dessins purement techniques datent de l'antiquité, tandis que l'illustration est née au XVIIIe siècle. Jean-François Clermont peut être considéré comme le père de la discipline, sinon son principal inspirateur.

## Liste d'illustrateurs botaniques
Parmi les illustrateurs botaniques les plus célèbres on peut citer :
- George French Angas
- Claude Aubriet
- Jean-Jacques Audubon
- Françoise Basseporte
- Ferdinand Bauer
- Franz Bauer
- Elizabeth Blackwell
- Priscilla Susan Bury
- Mark Catesby
- Rosalie de Constant
- Léon Camille Marius Croizat
- Dioscoride
- Jean-François-Benjamin Dumont de Montigny (en)
- Atanasio Echeverria y Godoy
- Georg Dionysius Ehret
- James Henry Emerton
- Walter Hood Fitch
- Barbara Jeppe
- Antoine Le Page du Pratz
- Carl Axel Magnus Lindman
- Margaret Mee
- Anna Maria Sibylla Merian
- Toussaint-François Node-Véran
- Marianne North
- Sydney Parkinson
- Nicolas Robert
- Pierre-Joseph Redouté et son frère Henri-Joseph
- Louis Marc Antoine Robillard d’Argentelle
- Celia Rosser
- Matilda Smith
- Jill Smythies
- James Sowerby
- Gérard van Spaendonck
- Anna Maria Truter
- Pierre Jean François Turpin
- Elizabeth Twining

De nombreux botanistes ont également été leurs propres illustrateurs.
La société linnéenne de Londres attribue depuis 1986 un prix d'illustration botanique, le Jill Smythies Award (en).